# Krzysztof Gaj
Krzysztof M. Gaj (ur. 5 lipca 1963 w Pucku) – oficer Wojska Polskiego; historyk wojskowości; pułkownik doktor nauk humanistycznych o specjalności historia wojskowa, szef Zarządu Organizacji i Uzupełnień Sztabu Generalnego WP (2015–2016), doradca ds. obronności w kancelarii Prezesa Rady Ministrów (2018–2021).

## Życiorys
Krzysztof Gaj urodził się 5 lipca 1963 w Pucku.

### Wykształcenie
Absolwent Wyższej Szkoły Oficerskiej Wojsk Pancernych w Poznaniu (1986). Ukończył wyższy kurs doskonalenia oficerów w Poznaniu o specjalności dowódca batalionu czołgów (1992). Absolwent Akademii Obrony Narodowej (2008 – studia magisterskie na kierunku Bezpieczeństwo Narodowe, 2009 – studia podyplomowe w AON na kierunku Międzynarodowe Stosunki Wojskowe). W 1999 odbył staż w brytyjskiej Armii Terytorialnej. W 2011 uzyskał stopień doktora nauk humanistycznych w zakresie historii na Uniwersytecie Przyrodniczo-Humanistycznym w Siedlcach.

### Służba wojskowa
We wrześniu 1982 podjął studia wojskowe jako podchorąży Wyższej Szkole Oficerskiej Wojsk Pancernych w Poznaniu, które ukończył w 1986. W sierpniu tego roku był promowany na pierwszy stopień oficerski – podporucznika. W tym samym roku został skierowany do Międzyrzecza, gdzie w latach 1986–1996 pełnił służbę wojskową w 17 pułku zmechanizowanym 4 Dywizji Zmechanizowanej na stanowiskach: dowódcy plutonu i kompanii czołgów, a następnie szefa sztabu – zastępcy dowódcy batalionu czołgów. W latach 1996–2005 zajmował stanowiska sztabowe w pionie mobilizacyjnym, operacyjnym i uzupełnieniowym w 17 Wielkopolskiej Brygadzie Zmechanizowanej w składzie 11 Lubuskiej Dywizji Kawalerii Pancernej. Od 2005 roku służył w Dowództwie Wojsk Lądowych zajmując stanowiska specjalisty w Oddziale Organizacyjnym, potem starszego specjalisty w Oddziale Szkolenia Dowództw. 30 września 2011 po 29 latach służby wojskowej w stopniu podpułkownika został przeniesiony do rezerwy.

### Praca po zakończeniu służby
W 2011, po zakończeniu zawodowej służby wojskowej, był m.in. wykładowcą na Wydziale Bezpieczeństwa Narodowego Akademii Obrony Narodowej. Od 2013 był ekspertem w Fundacji Narodowe Centrum Studiów Strategicznych, które było kierowane przez Jacka Kotasa. W 2014 Gaj opisał władze ukraińskie jako „faszystowskie”, co wywołało kontrowersję. Pułkownik także wyraził podziw dla prezydenta Władimira Putina, popierając zajęcie przez niego Krymu wskazywał: 

Nie jestem rusofilem, ale w tym miejscu doskonale rozumiem Putina - to są faszyści. I Putin ma w zupełności rację - z nimi trzeba walczyć, bo Europę z ich przyczyny ogarnie pożoga. To jakiś okrutny chichot historii, że ja przyznaję rację Putinowi i Rosjanom – ale w tej sytuacji nie widzę innego wyjścia.

### Powrót do czynnej służby, rezerwa kadrowa
W 2015 został doradcą ministra obrony narodowej Antoniego Macierewicza ds. obrony terytorialnej (OT). W tym czasie opracował koncepcję rozwoju Sił Zbrojnych RP, w tym odbudowy OT. 28 grudnia 2015 powrócił do czynnej służby wojskowej. Został awansowany przez ministra obrony narodowej Antoniego Macierewicza do stopnia pułkownika. 4 stycznia 2016 objął stanowisko szefa Zarządu Organizacji i Uzupełnień Sztabu Generalnego WP przyjmując obowiązki od gen. bryg. Krzysztofa Domżalskiego. Od początku służby w Sztabie Generalnym WP otrzymał zadanie stworzenia koncepcji Wojsk Obrony Terytorialnej. 10 lutego 2016 w siedzibie MON był współorganizatorem narady na temat współpracy Gwardii Narodowej stanu Illinois z Ministerstwem Obrony Narodowej przy tworzeniu w naszym kraju Obrony Terytorialnej. 14 maja 2016 w Sandomierzu na Zamku Kazimierzowskim wręczył odznaczenia podczas uroczystości z okazji 60-lecia utworzenia Wojskowej Komendy Uzupełnień w Sandomierzu. 28 września 2016 został przeniesiony do rezerwy kadrowej w związku z ujawnieniem jego antysemickich i antyukraińskich wypowiedzi.

### Afera mailowa, rezerwa kadrowa, śledztwo
Od 2018 był doradcą w Kancelarii Prezesa Rady Ministrów. W 2021 pojawiły się informacje o jego powiązaniach tzw. aferą mailową. 23 czerwca 2021 został przeniesiony do rezerwy kadrowej 12 Dywizji Zmechanizowanej. W sprawie wycieku rozpoczęła śledztwo Prokuratura okręgowa w Warszawie. Działania podjęły też służby: Agencja Bezpieczeństwa Wewnętrznego i Służba Kontrwywiadu Wojskowego. 17 czerwca 2022 Służba Kontrwywiadu Wojskowego podjęła decyzję o odebraniu pułkownikowi poświadczenia bezpieczeństwa odnośnie dostępu do tajemnic państwa (przez trzy lata doradzał w sprawach wojska szefowi kancelarii premiera Michałowi Dworczykowi). W sprawie afery mailowej 1 marca 2023 na konferencji prasowej posłowie Cezary Tomczyk i Adam Szłapka przekazali, że 22 lutego 2023 Prokuratura Okręgowa w Warszawie wskazała pismo, które mówi o prowadzeniu śledztwa w sprawie „ujawnienia przez funkcjonariusza publicznego – doradcy ds. obronności w Kancelarii Prezesa Rady Ministrów informacji niejawnych poprzez przesłanie ich do Szefa Kancelarii Premiera Michała Dworczyka za pomocą niezabezpieczonych środków komunikacji majlowej danych zawierającej informację ‘zastrzeżone’, ‘tajne’, 'ściśle tajne'”. W związku ze sprawą służby w 2023 dokonały przeszukania u pułkownika Krzysztofa Gaja, gdzie znaleziono archiwum dokumentów dotyczących m.in. polskiej armii, kadr i uzbrojenia. Śledczy cały czas prowadzą analizę dokumentów, które w 2024 dalej są poddawane ocenie pod kątem występowania informacji o charakterze niejawnym. Rzecznik prasowy Prokuratury Okręgowej w Warszawie wskazał, że z uwagi na dobro śledztwa, niejawny charakter części materiałów postępowania, odpowiedź co do ilości zabezpieczonej dokumentacji oraz jej charakteru, na obecnym etapie nie jest możliwa. W styczniu 2025 Prokuratura Okręgowa w Warszawie dołączyła do akt sprawy materiały dotyczące nieuprawnionego dostępu do prywatnej skrzynki e-mailowej Michała Dworczyka oraz postawiła Krzysztofowi Gaj zarzuty przekroczenia uprawnień i niedopełnienia obowiązku.

## Awanse[17][29]
- podporucznik – 1986
- porucznik – 1989
- kapitan – 1993
- major – 1997
- podpułkownik – 2008
- pułkownik – 2015[11]

## Ordery, odznaczenia i wyróżnienia
W ponad 30-letniej służbie wojskowej był między innymi odznaczony:
- Srebrny Medal za Długoletnią Służbę
- Złoty Medal „Za zasługi dla obronności kraju”
- Srebrny Medal „Siły Zbrojne w Służbie Ojczyzny”
- Odznaka pamiątkowa 17 WBZ
- Odznaka pamiątkowa WKU Ciechanów[30]

i inne

## Publikacje
Jest autorem książek naukowych z dziedziny historii wojskowości o polskich wojskach pancernych:
- Krzysztof M. Gaj: 10 Brygada Kawalerii w 1939 roku. Organizacja wojenna wielkiej jednostki motorowej. Oświęcim: Wydawnictwo NapoleonV, 2013. ISBN 978-83-7889-066-9. Brak numerów stron w książce
- Krzysztof M. Gaj: Czołg T-55AM i pochodne (T-55AD-1M, T-55AD-2M, T-55AMS). Warszawa: Wydawnictwo Sowa, 2013, ISBN 978-83-936039-3-0.
- Krzysztof M. Gaj: Czołg rozpoznawczy TK-S. Warszawa: Wydawnictwo Sowa, 2013, ISBN 978-83-936039-6-1.
- Krzysztof M. Gaj: Polska broń pancerna w 1939 roku – organizacja wojenna i pokojowa jednostek. Oświęcim: NapoleonV, 2014. ISBN 978-83-7889-122-2. Brak numerów stron w książce
- Krzysztof M. Gaj: 1. Dywizja Pancerna (organizacja Wielkiej Jednostki pancernej PSZ na Zachodzie – sierpień 1944 r.). Oświęcim: Wydawnictwo NapoleonV, 2015, ISBN 978-83-7889-283-0.
- Krzysztof M. Gaj: 16. Brygada Pancerna (studium organizacji brygady pancernej – myśl organizacyjno-etatowa wschodu i zachodu w okresie II-VII 1945 r.). Oświęcim: Wydawnictwo NapoleonV, 2019. ISBN 978-83-7889-958-7.